# Německá barokní literatura

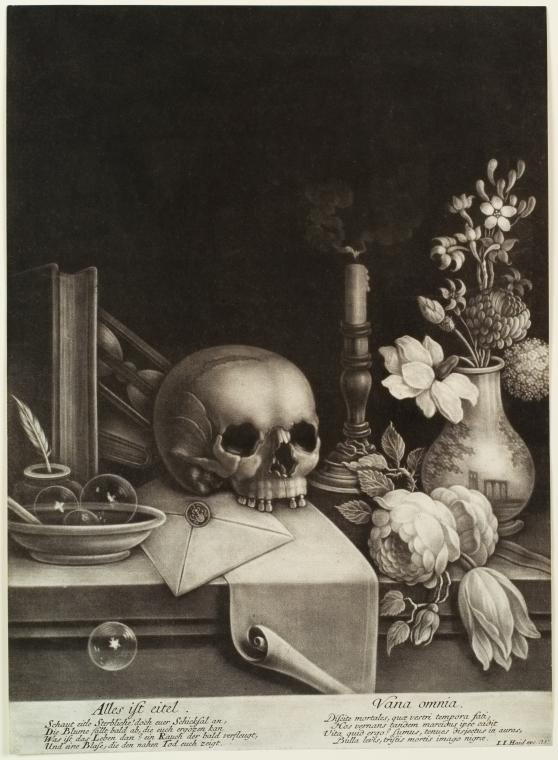
HAID, Johann Jacob. Alles ist eitel

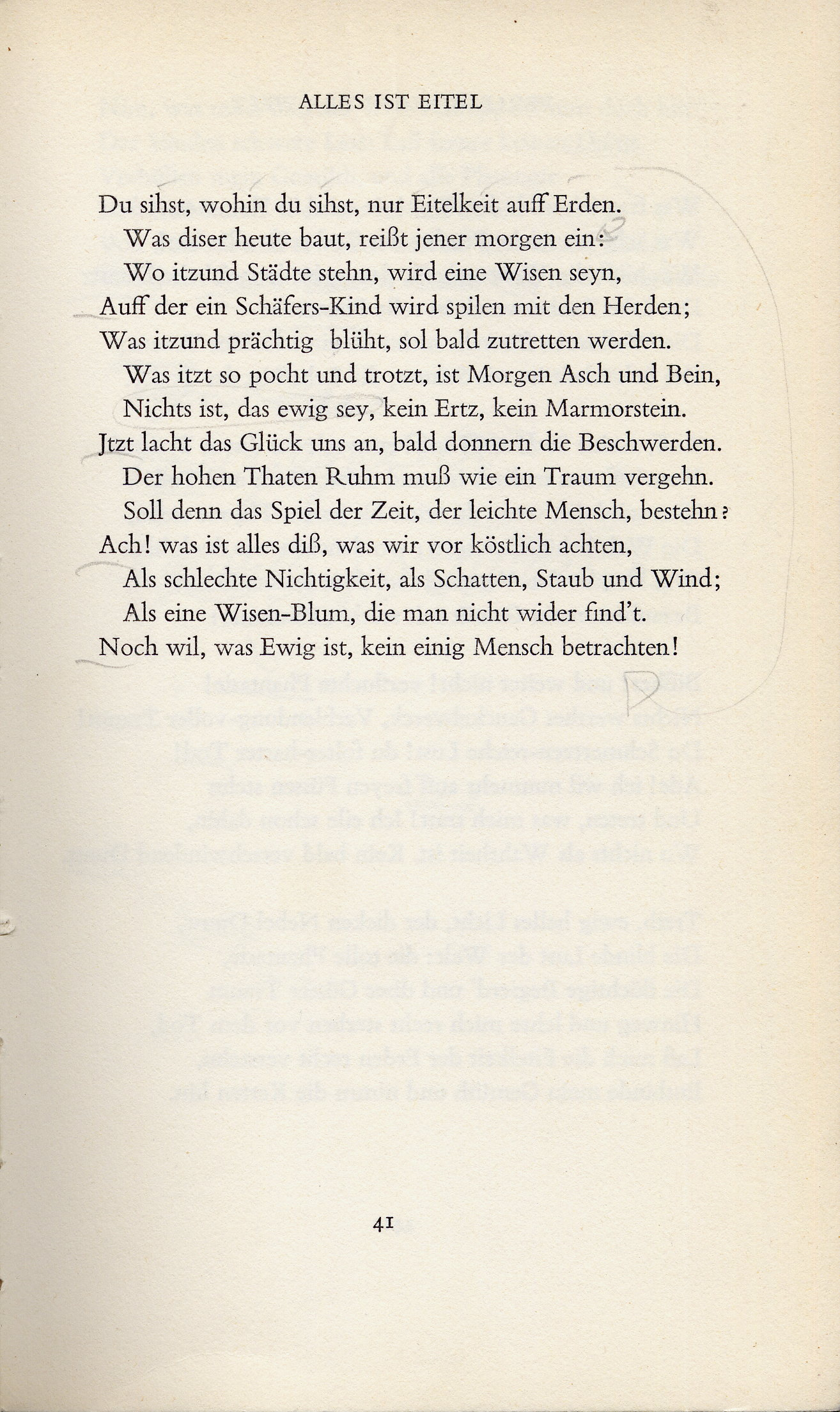
Andreas Gryphius: Alles ist eitel (báseň)

Německá barokní literatura vznikala asi v letech 1600 – 1700/1730 a je součástí barokní kultury celé východní a střední Evropy. První etapa německé barokní literatury se zhruba shoduje s obdobím tzv. třicetileté války (1618 – 1648), která zpustošila Německo a obyčejným lidem přinesla mnoho osobních tragédií. V tomto čase se také ve společnosti objevuje epidemie 'černé smrti'.

## Charakteristika
V německé barokní literatuře se proto mnohem více než v ostatních evropských literaturách objevuje téma pomíjivosti (Vanitas), mementa mori či carpe diem.
Barokní literatura se vyznačuje užíváním amplifikací ('tzv. Prinzip der insistierenden Nennung'), patosem, kupením kontrastů (např. antiteze typu pozemský život (diesseits) x nadpozemský život (jenseits); užívání si (Genuss) x odříkání (Entsagung).
Baroko miluje bujnost (v architektuře, obrazech, oblečení ale i v jazyce). V první polovině 17. století převládala světská a církevní lyrika, objevují se ale i světské žánry, které se plně rozvíjí od poloviny 17. století. Vedle duchovních písní a básní se nyní rozvíjí především tzv. galantní poezie, epigram, drama a romány - tzv. pikareskní román (šibalský - Schelmenroman) ukazuje poprvé život a zázemí nižších vrstev.
Pro toto literární období je také charakteristická tvorba emblémů ('die Emblematik'), jeho struktura se skládá ze třech částí, a to z nadpisu (lat. Inscriptio), poté z obrazu (lat. pictura) a ve verších složeného výkladu (lat. subscriptio).
V období německého literárního baroka vznikaly také tzv. Sprachgesellschaften, které si kladly za svůj cíl náležitě pečovat o německý jazyk, což vedlo také v důsledku k purismu, a německou literaturu. K nejznámějších společnostem patřila např. ve Výmaru založená 'Fruchtbringende Gesellschaft' (1617), dále hamburské 'Deutschgesinnte Genossenschaft' (1643), či lübecký 'Elbschwanenorden' (1656).
Příkladným kritikem obavy zániku německého jazyka a neobratného zacházení s mateřštinou (tzn. nadměrné užívání cizích slov), byl např. německý barokní jazykovědec a spisovatel Justus Georg Schottelius.

## Významní představitelé

### Martin Opitz
Martin Opitz sepsal literárně teoretické pojednání Kniha o německém básnictví (něm. Buch von der deutschen Poeterey), tato kniha se pro německou barokní literaturu stala stěžejní. Opitz zde popsal jednotlivé žánry a stanovil nová rytmická pravidla.

### Paul Fleming
Paul Fleming byl nadaným lyrickým básníkem, který ve svých básních zobrazoval především smutek ze stavu své země ve třicetileté válce, psal ale i prózu.

### Andreas Gryphius
Andreas Gryphius byl slezský právník, jeho vlast byla válkou obzvlášť postižena. Psal zádumčivé náboženské a světské lyrické básně a je označován za nejvýznamnějšího barokního básníka. Gryphius psal také dramata. K jeho nejznámějším básním patří sonet Slzy vlasti roku 1636 (něm. Tränen des Vaterlandes Anno 1636), která pojednává o tehdejším zuboženém stavu země.

### Angelus Silesius
Angelus Silesius (vlastním jménem Johannes Scheffler, 1624 Vratislav – 1677 tamtéž), syn polského luteránského šlechtice, po sporech s luterstvím konvertoval ke katolictví, vstoupil do Řádu menších bratří a stal se knězem. Jako biřmovací jméno přijal jméno Angelus, k němuž připojil přídomek Silesius (lat. Slezský). Je autorem barokní mystické poezie, nejvýznamnější je sbírka Poutník cherubínský. Typické je pro něj chápání člověka, světa a Boha prostřednictvím paradoxu.

### Hans Jakob Christoffel von Grimmelshausen
Hans Jakob Christoffel von Grimmelshausen (1622-1676) je řazen mezi největší vypravěče evropského písemnictví. Nejznámějším dílem je Dobrodružný Simplicius Simplicissimus, jehož hrdina prochází obdobím třicetileté války.

### Ostatní
Friedrich von Logau (1604 – 1655) napsal např. Dnešní světové umění (něm. Heutige Welt-Kunst). Významným představitelem byl pro barokní literaturu Erasmus Francisci (1627 – 1694), známý také jako Erasmus von Finx, který vydal pod pseudonymem Gottlieb Warmund např. 800 stránkový román Geldmangel in Teutschlande.

## Fotogalerie

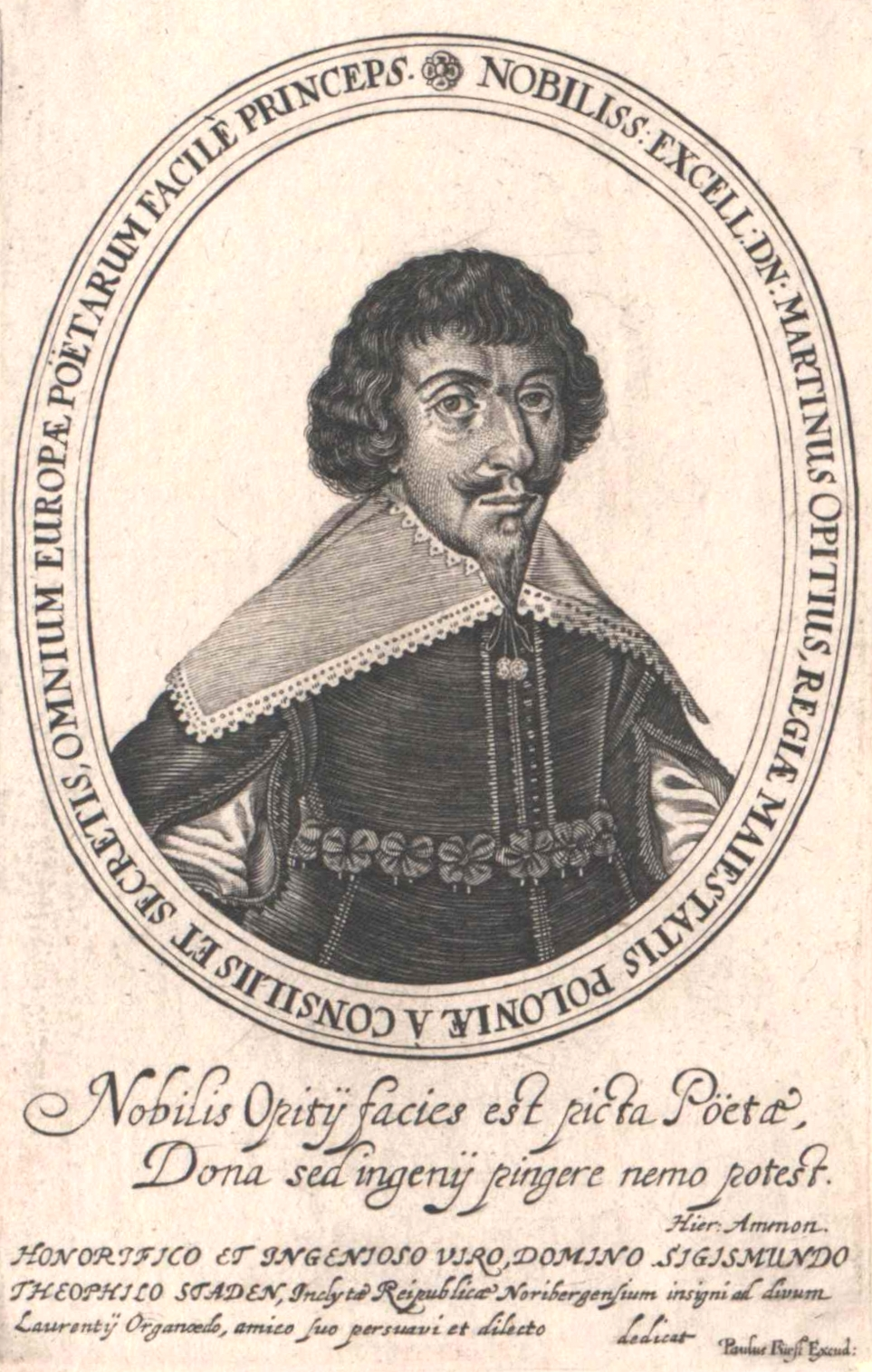
Martin Opitz
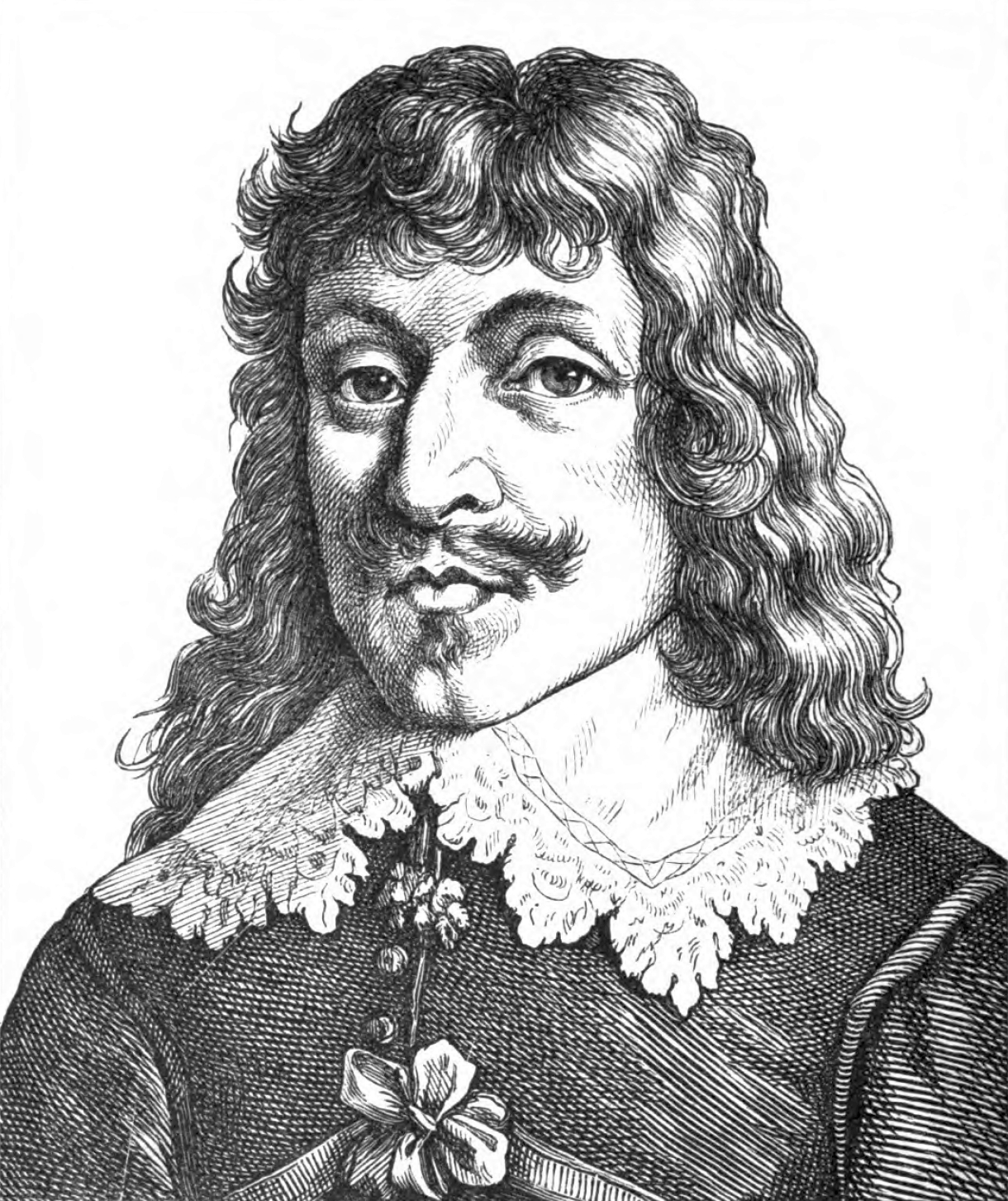
Paul Fleming
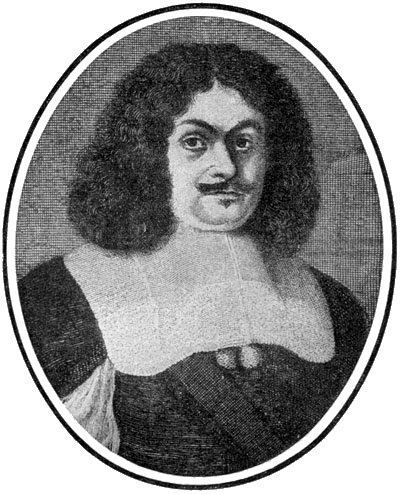
Andreas Gryphius
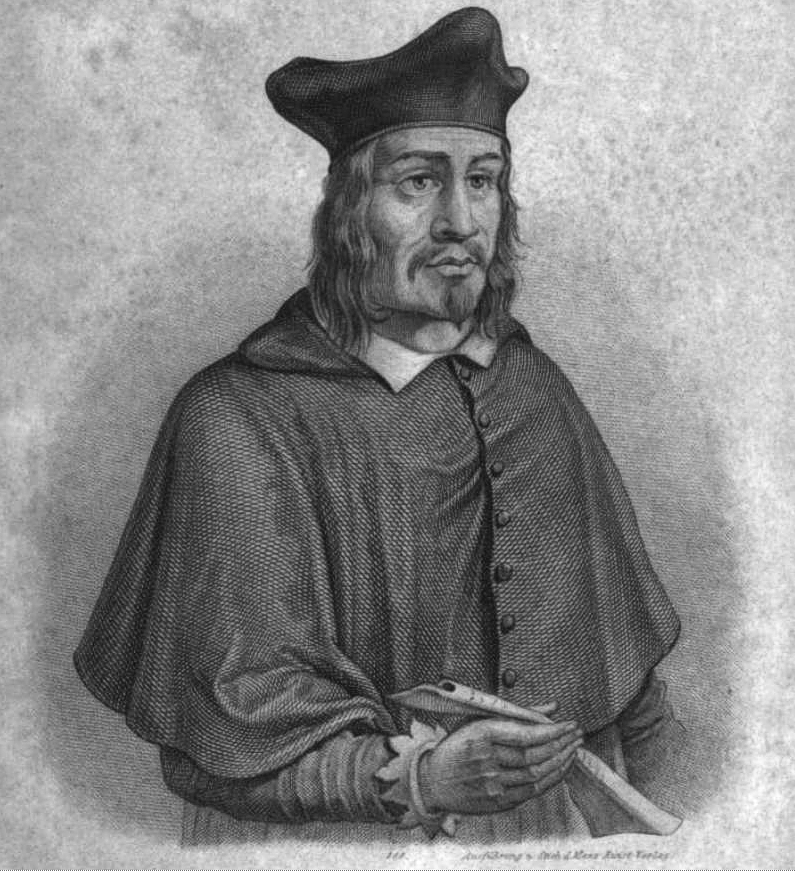
Angelus Silesius
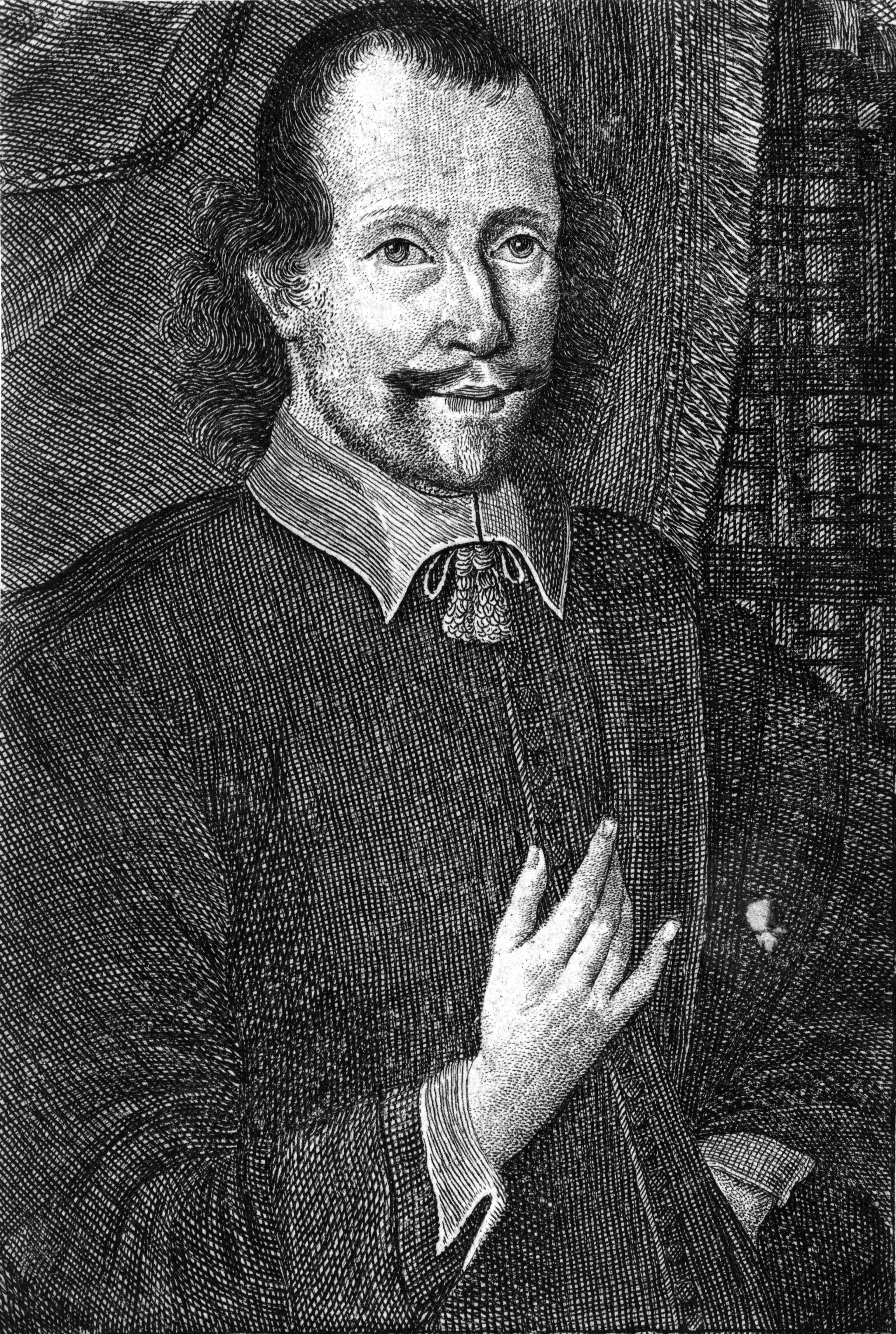
Simon Dach
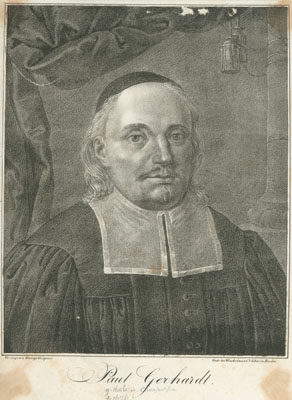
Paul Gerhardt
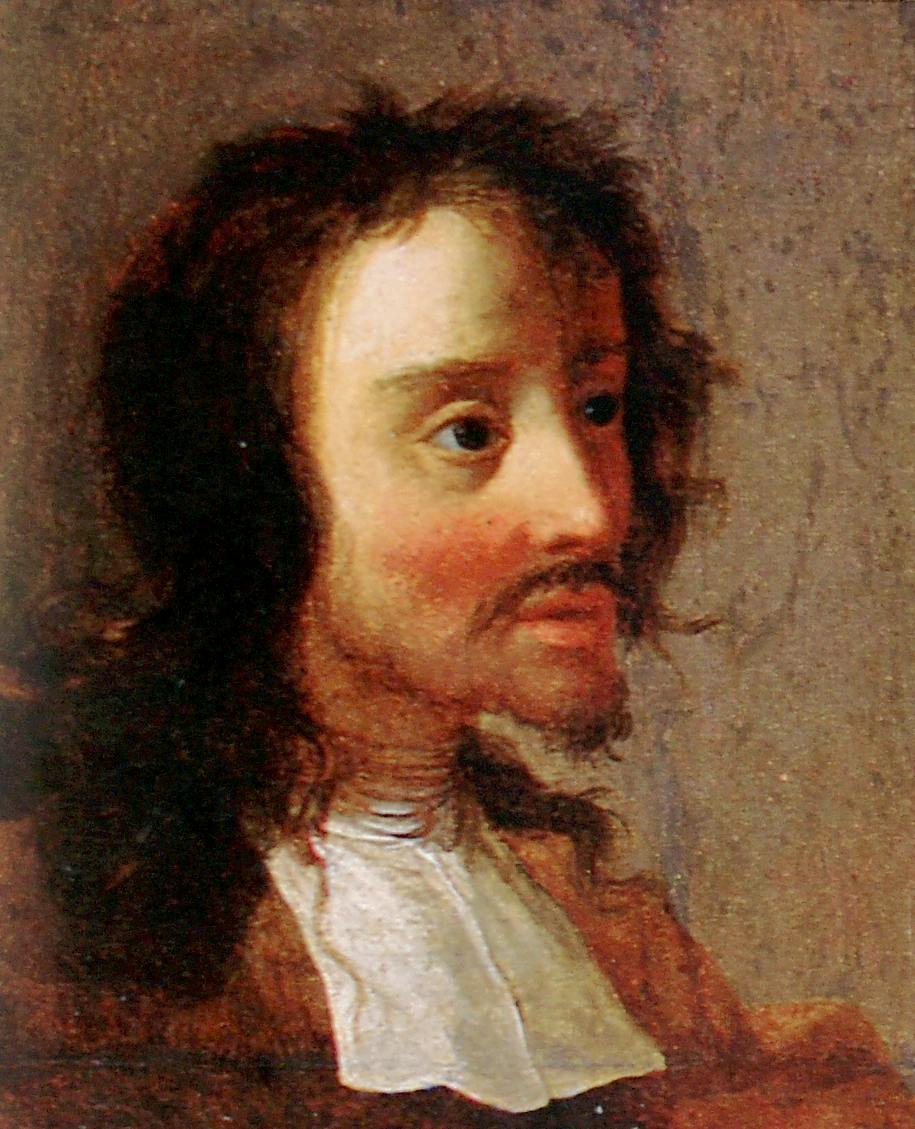
Hans Jakob Christoffel von Grimmelshausen
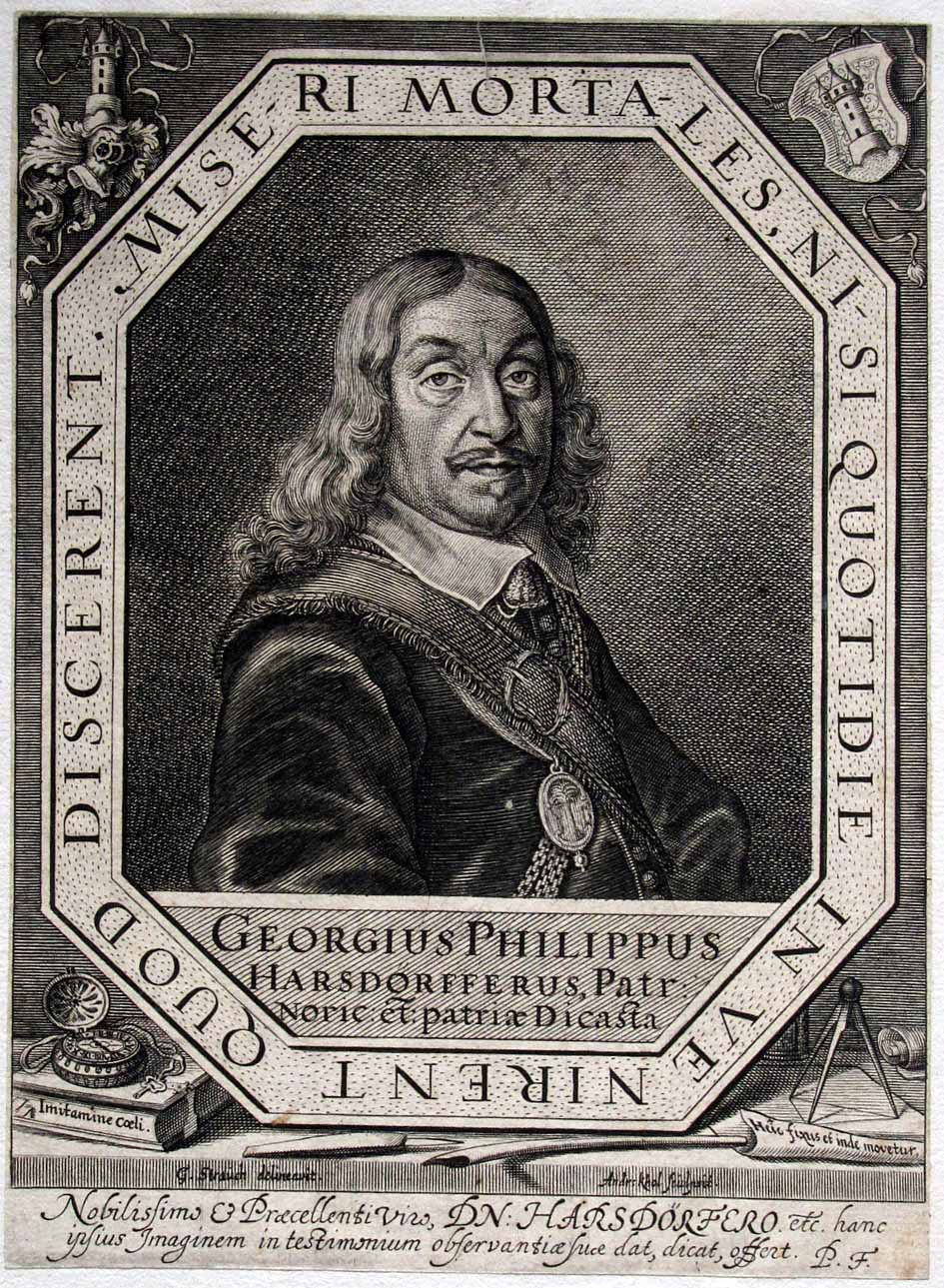
Georg Philipp Harsdörffer
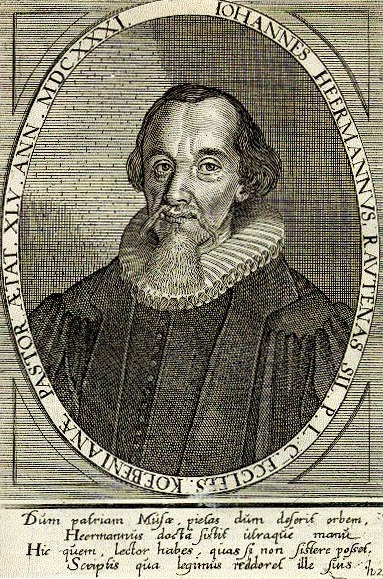
Johann Heermann
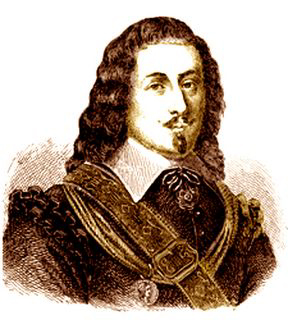
Johann Michael Moscherosch
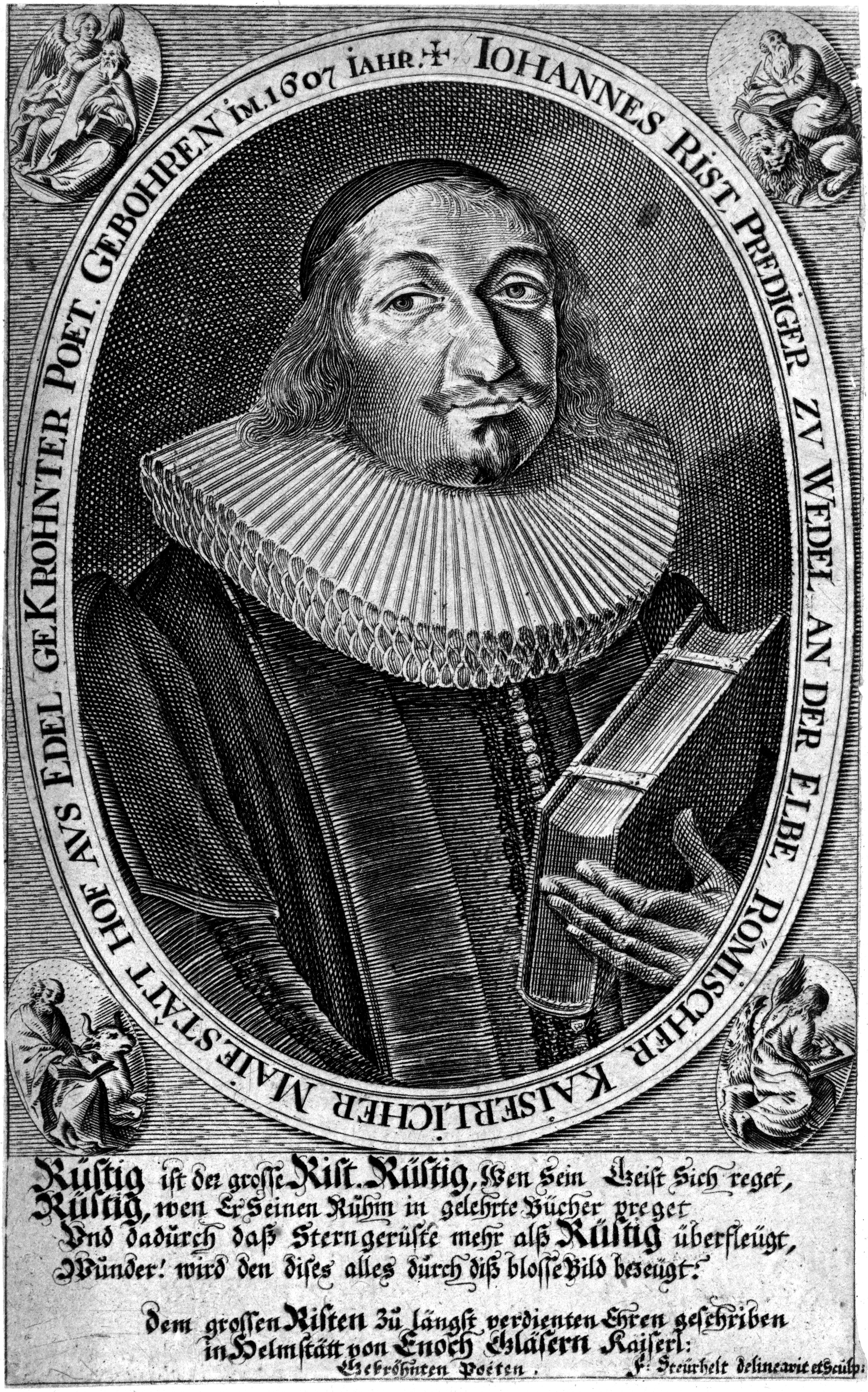
Johann Rist
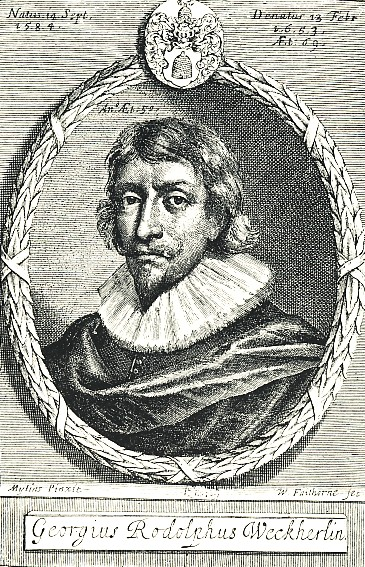
Georg Rodolf Weckherlin
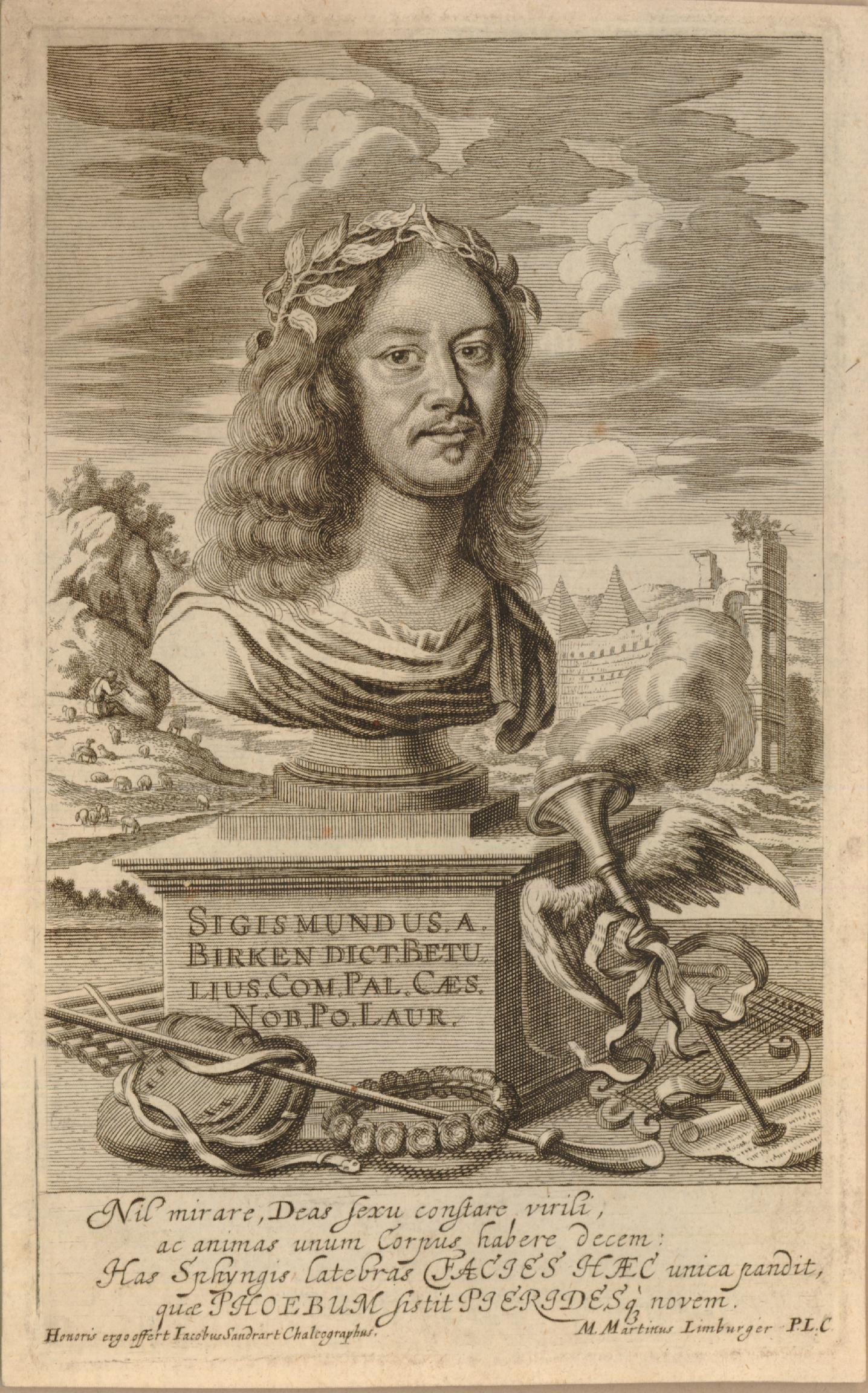
Sigmund von Birken
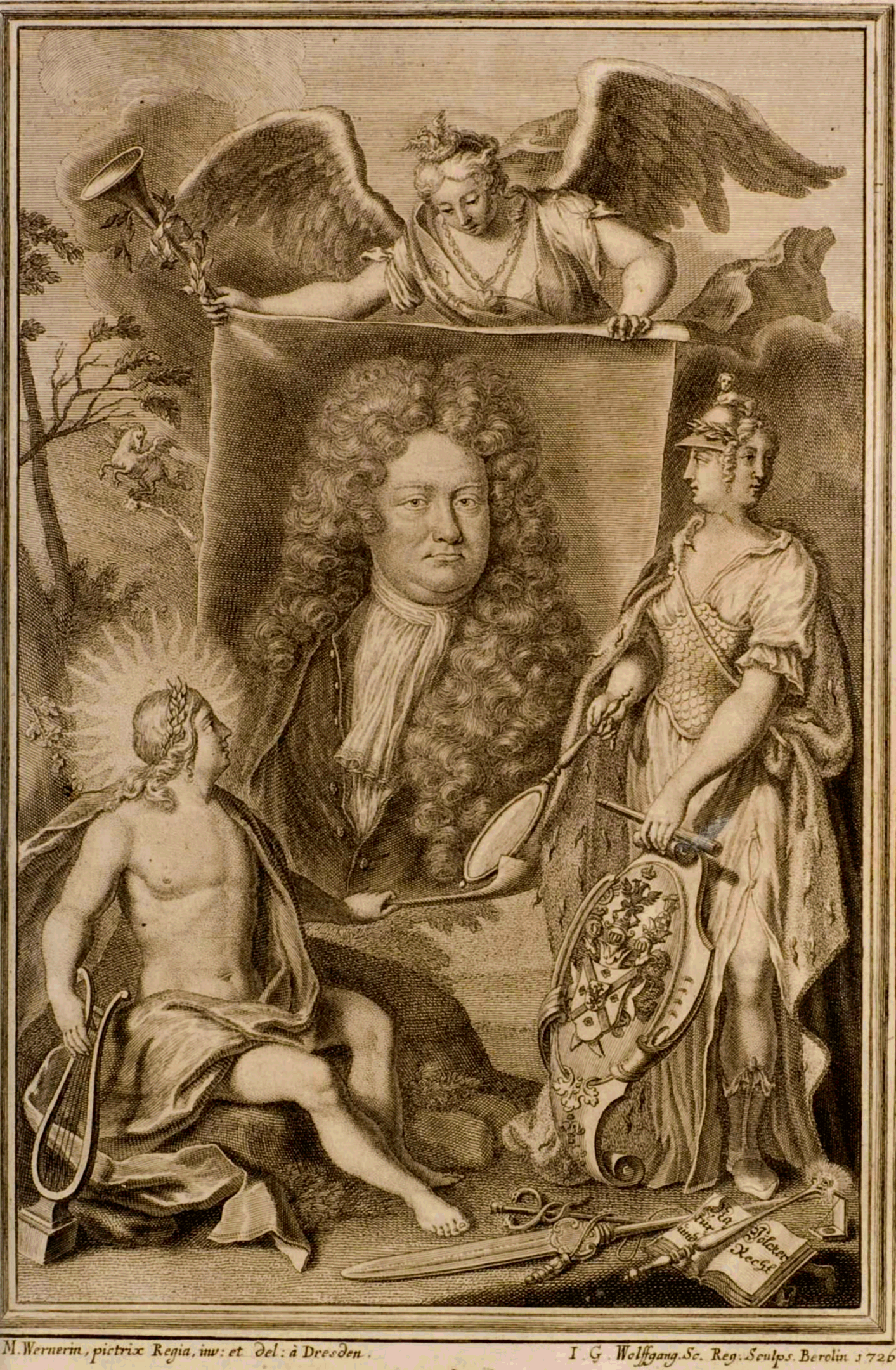
Friedrich Rudolph Ludwig von Canitz
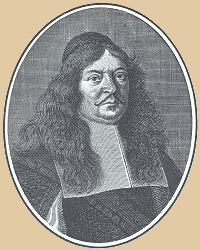
Christian Hoffmann von Hoffmannswaldau
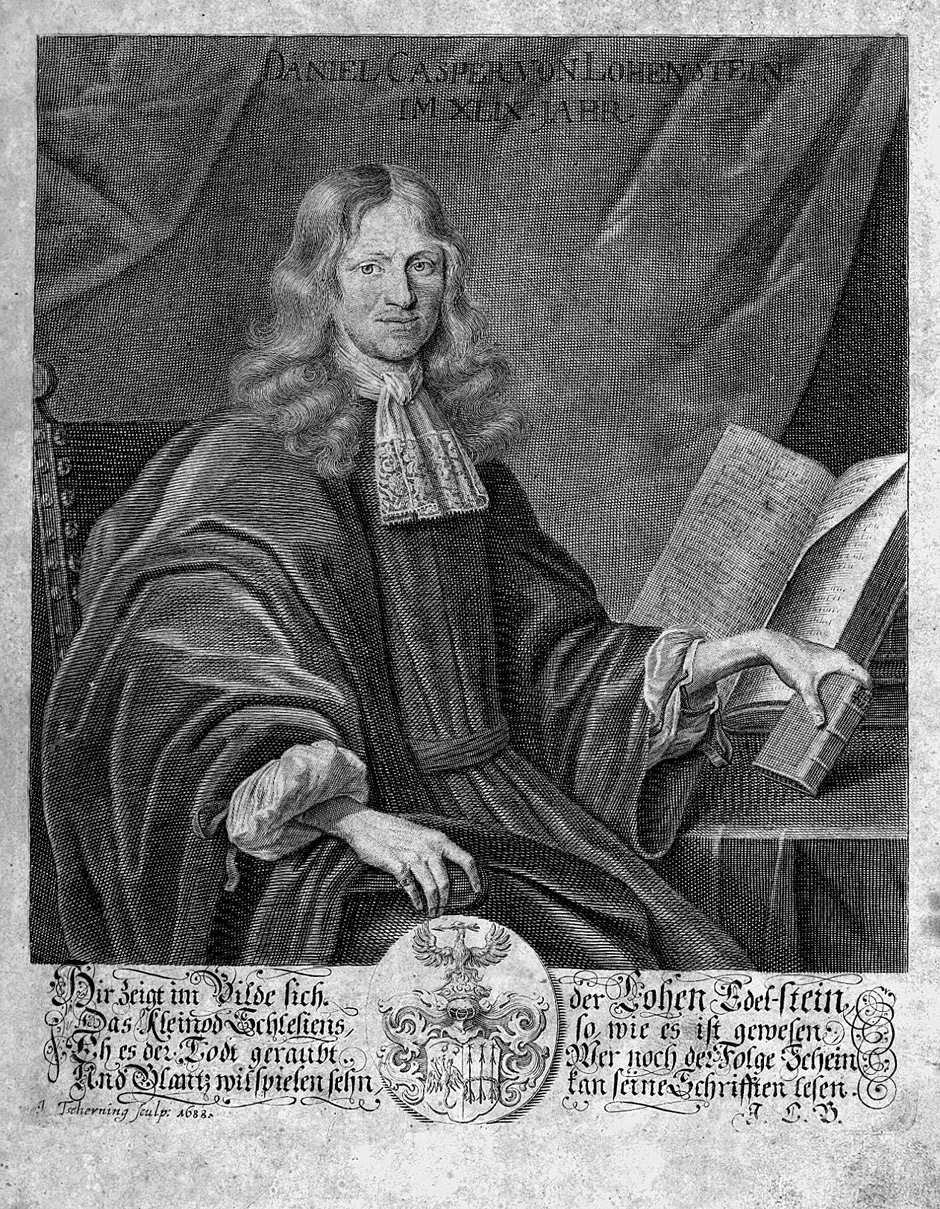
Daniel Casper von Lohenstein
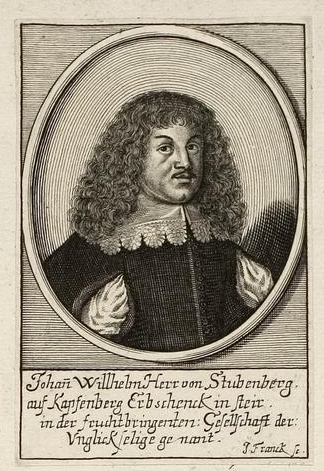
Johann Wilhelm von Stubenberg
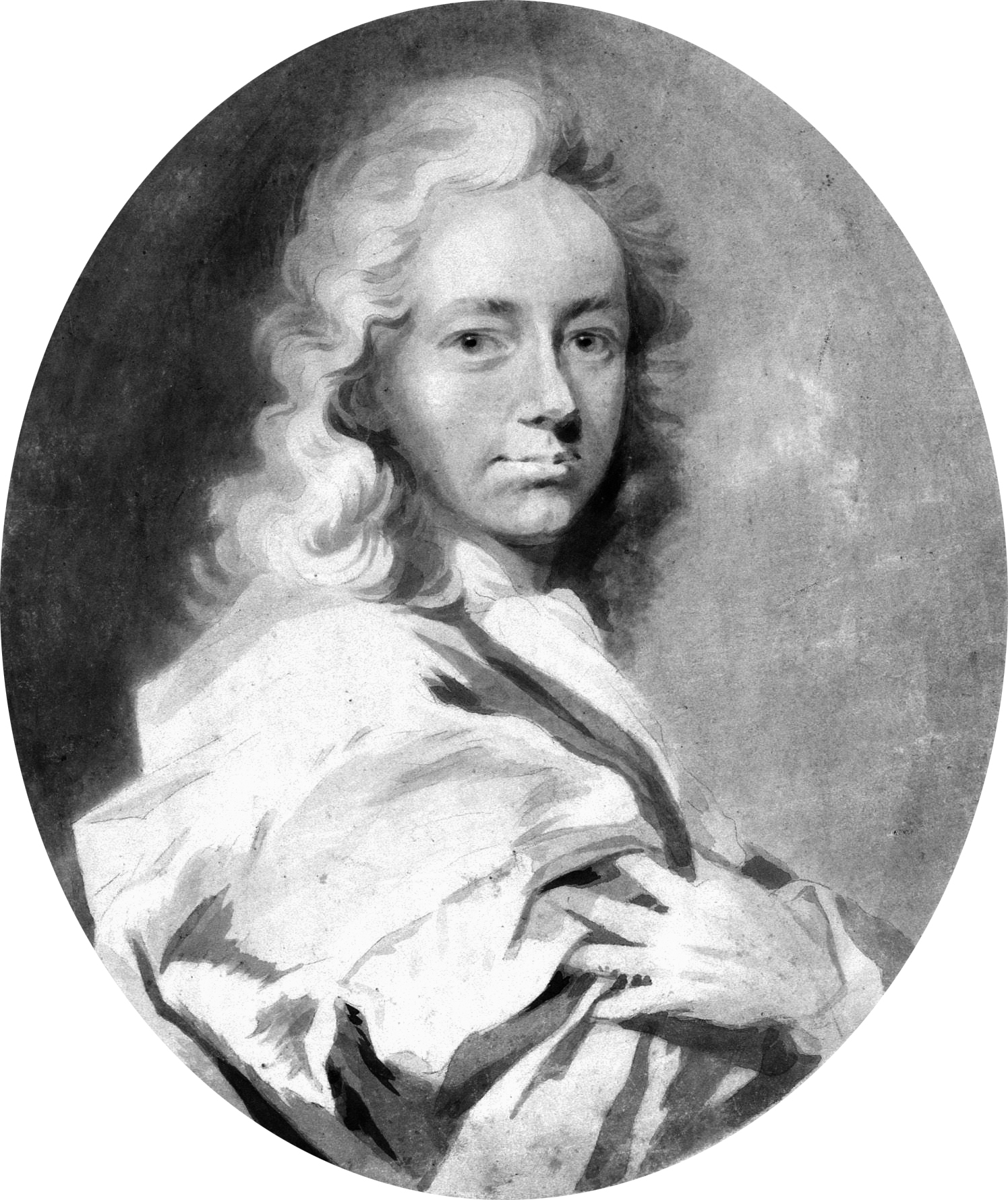
Philipp von Zesen
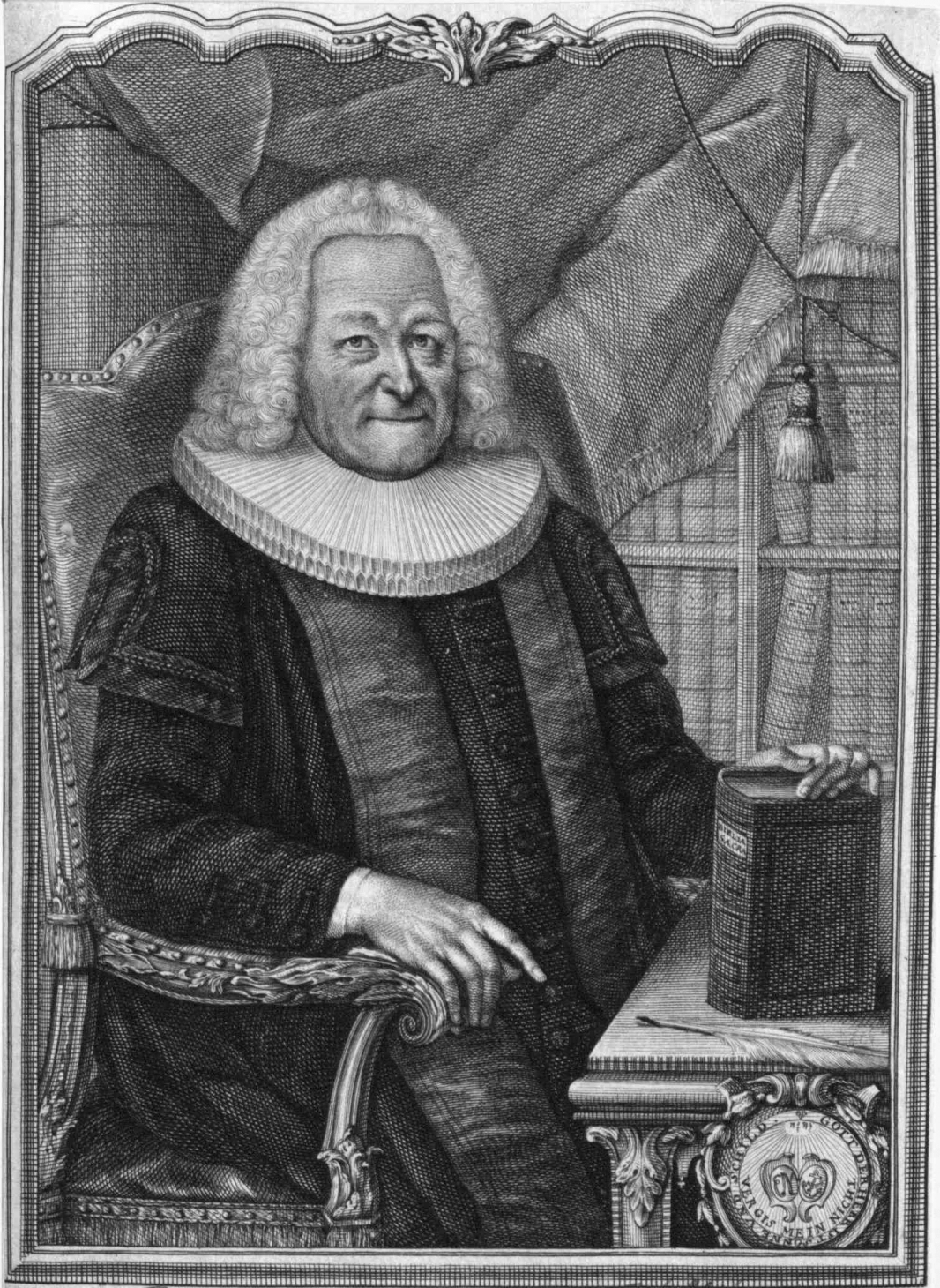
Erdmann Neumeister
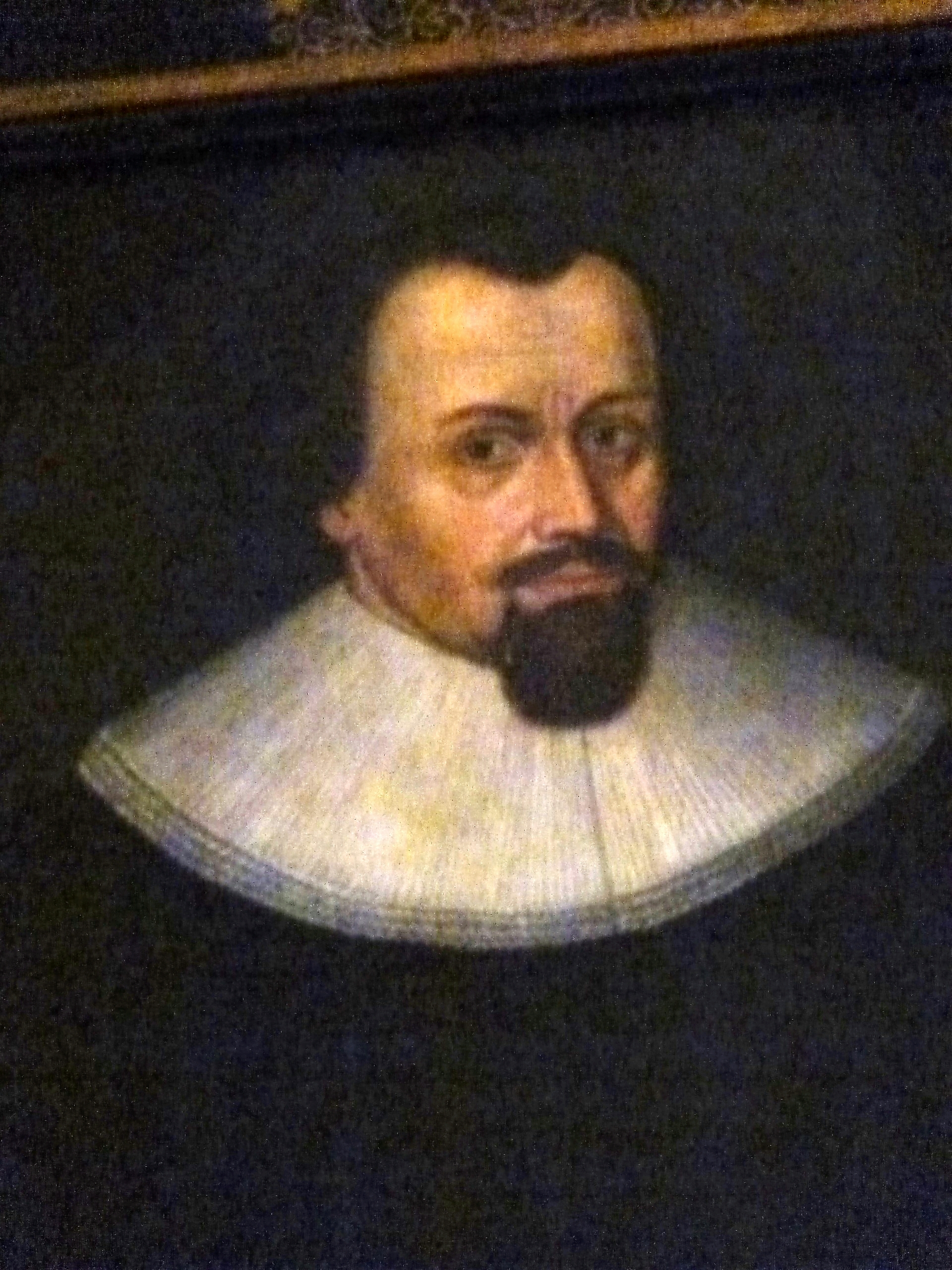
Josua Stegmann
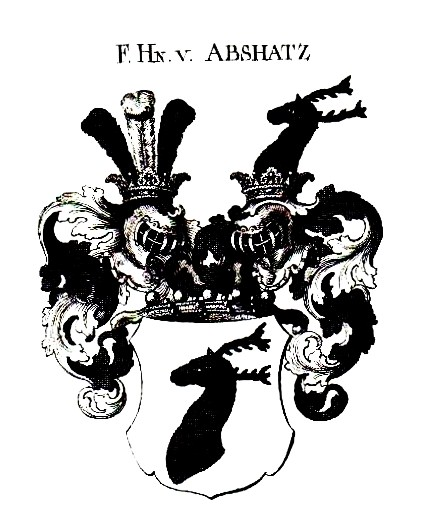
Hans Aßmann Freiherr von Abschatz, rodový erb